# セフィロス
セフィロス（Sephiroth）は、スクウェア・エニックス（旧スクウェア）のコンピュータゲーム『ファイナルファンタジーVII』や同関連作品などに登場する架空の人物。

## 人物像
『FFVII』の世界を牛耳る企業、神羅カンパニーの私設エリート兵士「ソルジャー」の一員。ソルジャーには3段階のクラスがあり、最上級の「クラス1st」に属する。その中でもセフィロスは最強の者と評価され、多くの武勲を上げた事から「英雄」と称されている。
このようなヒロイックな経歴が人心を惹きつける大きな要素となり、セフィロスは人々からの大変な人気を得るに至った。また、彼に憧憬の念を抱く少年も現れている。幼少期のクラウドとザックスがそうであり、彼らは実際にソルジャーを目指すため神羅カンパニーに入社した。

### 人工的な古代種
セフィロスが周囲にその存在を知らしめ、また広く英雄と称された理由は、その驚異的な身体能力による。
まず、一般的なソルジャーとは身体の質から根本的に異なっている。セフィロスは特殊な力を持ちながら絶滅したとされる人類、セトラ（古代種）の復活を目的とした「ジェノバ・プロジェクト」の一環として、2000年前の地層から仮死状態で発見された古代種「ジェノバ」の細胞（ジェノバ細胞という）を胎児であった頃のセフィロスに組み込むことによって、「人工的な古代種」として創り出された。しかし、ジェノバ・プロジェクトは、主導していたガスト博士の「ジェノバ=古代種」という誤った見解の基に発足したものなので、実際にはセフィロスは古代種ではない。
ただし、ジェノバも古代種とは別の特殊な能力を持っており、その細胞を持っているセフィロスは、ジェノバの能力を使いこなすことができる。また、黒マテリアを手にしたクラウドを、ジェノバ細胞を介して操作したことから、セフィロスはジェノバと意思の疎通もしくは支配が可能であったということが窺える。

### 性格
冷静かつ勇敢で、意志・責任感が強い。そして、身体能力について自分が生まれつき周囲の人間よりも優れていることを自覚しているので、困難な任務を嫌がらず、戦闘時にあっては、率先して敵を殲滅させる。その一方で、自分より弱い（セフィロスにとって足手まといになる）味方が敵の攻撃を受け倒れていても、その味方に戦う意志があれば回復（復活）させてやるといった、ただ単に任務遂行のためではない人間的な優しさを持っている。
このようなセフィロスの身体能力と性格に相まって、セフィロスは広く人々に憧憬を持たれるに至った。それ以外の一般的なセフィロスの性格として、周囲の人間（同僚・部下等）に対して、ぶっきらぼうな言動を取る事がある。

### 家族と生い立ち
父親はガスト博士のジェノバ・プロジェクトチームの一員であった宝条、母親はガスト博士の助手であったルクレツィア・クレシェントである。2人の間の恋愛感情についての設定は、作品によって異なり、『FFVII』では「天才」ガスト博士と比して科学的センスの無い宝条を、ルクレツィアが支えようとして生まれたのがセフィロスであるとされているのに対して、続編の『DC FFVII』では、2人の間に恋愛感情は無く、あくまで実験の為に子供をもうけた事になっている。ルクレツィアはその後、ジェノバ細胞の影響による身体的変化に耐えきれず失踪、宝条は自身が父である事を明かさず、セフィロスは母親の名がジェノバであるとしか知らされていない。
『FFVII』では、ソルジャー時代に英雄と称された心優しいセフィロスと、人類に憎悪を抱き星を滅ぼそうとするセフィロスという、二極のイメージが描写されている。この正反対に見えるセフィロスのイメージが存在する理由は、親が死んでしまったと聞かされていた幼少時のセフィロスに対して、後にエアリスの父親となるガスト博士が、親代わりの愛情を注いでいたと推測される台詞をセフィロスが口にするからである。ただし、ガスト博士はジェノバが古代種ではないと気付いたことで、幼いセフィロスに真実を告げることもプロジェクトの後始末をすることもなく、神羅カンパニーと手を切って自分で「本物の」古代種を探しにいってしまう。そのために、豹変する前のセフィロスには、優しさと共に一種の孤独感が混在している。『ディシディア』では「自身の正体を知ったことでジェノバの操り人形に成り果てた」と説明されている。
後述のニブルヘイム事件において、セフィロスは故郷の不在や両親の喪失を口にし、自身の出生についての誤解によって狂気に駆られることになるが、その出身地については、ヴィンセントの回想によってジェノバプロジェクトが行われたニブルヘイムの村である事がわかる。

### その他
一人称は「オレ」（『CC FFVII』『KHFM』では漢字表記で「俺」）だったが、ライフストリーム落下後は「私」になった（『LO FFVII』ではそれ以前に魔晄炉での戦いでクラウドに対して「私」と言う場面がある）。『CC FFVII』においてはシャンプー1本を一回につき全部使う事などが記されている。話し方・口調も異なる。
『ディシディア ファイナルファンタジー』『デュオデシム』では自身がジェノバの操り人形に過ぎないことを自覚している節があるが、『オペラオムニア』ではジェノバがセフィロスの姿を真似た存在である事がメインストーリー第4部第8章で判明している。
『いただきストリート』では、ガスト博士の実子であり本当に古代種の血を引くエアリスを強く敵視している。
担当声優の森川智之によれば「セフィロスは孤独」とのこと。

## キャラクターデザイン
キャラクターデザインは野村哲也が担当した。
外見の特徴としては、細身でありながら筋肉質で、長い銀髪をしている。魔晄を帯びた目の瞳孔が猫のように縦に細長く氷のように冷たく、人を寄せ付けない雰囲気を醸し出す。ジェノバ細胞の影響による変異と見られ、『FFVII AC』に登場するカダージュ、ヤズー、ロッズの三人の銀髪の少年達やジェノバ因子の影響を受けた子供達の目にも同じ特徴が表れている。
前髪や瞳の色が『FFVII』のヒロインであるエアリスとよく似ているが、これは初期設定で両者が腹違いの兄妹となっていたからである。肌の色素がないアルビノである。
利き手は『FFVII』シリーズでは左手とされる。『FFVII』では刀を右手で振るっており、記念写真と炎の中に消えていくムービーシーン、最後の戦いでのムービーシーン以外は右手で持っていた。『KHFM』でも右手で刀を振るっていたが、『KHII』や『DFF』では刀は左手で振るっている。
黒いロングコートを身にまとい、これを素肌の上から着用している。胸部は露出しており、一般のソルジャーと共通したデザインのサスペンダーをその前でクロスさせている。また、銀色の肩当を当てている。イメージイラストでは緑色の瞳であるが、『FFVII』本編他では青色の瞳である。

## 戦闘スタイル
大太刀「正宗」を持ち、長身のセフィロス以上に長い刀身ながら軽々と扱う。神速や縮地を使いこなした超スピードによる攻撃で敵を翻弄する。正宗の一撃必殺の攻撃や、目に見えないほど素早い多数の斬撃で敵を追い詰める。また、ファイガやフレアといった上級魔法も容易く使いこなすだけでなく、飛翔することも可能。

## 担当声優
- 三木眞一郎（PS版『エアガイツ』）
- 森川智之（『FFVII AC』以降）
- 梅原裕一郎（『FF7EC』少年時代[4]）
- ランス・バス（英語版『キングダム ハーツ』）
- タイラー・ホークリン（英語版『ファイナルファンタジーVII リメイク』）

## FFVIIシリーズでの活躍
作品の並びは作品の発売日順ではなく、FFVIIシリーズ世界の時系列に即した。

### 『ファイナルファンタジーVII ザ ファーストソルジャー』
『ファイナルファンタジーVII ザ ファーストソルジャー』（『ファイナルファンタジーVII エバークライシス』のストーリーモード）時。
前述の経緯から、物心ついた時から神羅カンパニーに在籍しており、任務にてラディオル郡島に赴いた時、窮地に陥っていたソルジャー・クラスP0のグレン、マット、ルティアを救い、彼等と行動を共にする。
ラディオル郡島の戦いの後、アンジールという心を許せる数少ない最初の友人に出会い、愛刀となる正宗を手にし、何者かが擬態したグレン、ルティア、宝条を撃破する。

### 『クライシス コア ファイナルファンタジーVII』
『クライシス コア ファイナルファンタジーVII』時。
『ザ ファーストソルジャー』の戦いから数年後、新たな友人としてジェネシスと出会う。彼らとは何度かトレーニング・ルームに忍び込み戦闘の腕を競うなどして交流を深めるが、内心では自身が2人とは違う人間であると感じる。
[μ]-εγλ2000、ジェネシスがウータイ侵攻の任務中に大量の神羅兵を連れて失踪する。その後アンジールも失踪し、セフィロスは2人の裏切りを疑う。この事件をきっかけにザックスと知り合い、彼なら2人を救えるかもしれないという期待から2人の抹殺任務の「失敗」を提案する。ジェネシスの失踪から間もない時に神羅とは袂を分かったグレンと遭遇し、交戦している。

### 『ビフォア クライシス ファイナルファンタジーVII』
『ビフォア クライシス ファイナルファンタジーVII』時。
[υ]-εγλ 0001 2月30日、当時の神羅カンパニー社長であるプレジデント神羅により、反神羅組織の「アバランチ」（『FFVII』のものとは別の組織）が軍港ジュノンに侵入した事件の解決を命令される。アバランチは神羅カンパニーの軍事兵器である魔晄キャノンの発射を目論むが、神羅兵と特殊工作部隊であるタークスと共にこれを阻止する。その後、アバランチのリーダーであるエルフェと対峙し、互角の争いを決した事でエルフェは立ち去る。
[υ]-εγλ 0002 6月17日、神羅ビルに潜入したアバランチが、神羅カンパニーの宝条博士を拉致する。セフィロスは救出に当たるタークスを助け解決に導く。

### ニブルヘイム事件
ニブルヘイム事件は『FFVII』の中でクラウドの回想として描かれ、『BC FFVII』『CC FFVII』でも描写されている。また、この事件を扱ったOVA、『LO FFVII』がある。
[υ]-εγλ 0002 2月21日（『FFVII』の5年前）、同じソルジャーのザックス、神羅兵のクラウドや他の神羅兵1名とともに、ニブルヘイムの村へ老朽化した魔晄炉（ニブル魔晄炉）の調査に訪れる。セフィロスは魔晄炉で人間を素材とした「モンスター」の製造実験が行われている事を知り、自身もこのモンスターと同じく「造られた存在」ではないかと疑問を抱く。
セフィロスはこの実験を主導する宝条博士の研究施設、通称「神羅屋敷」の地下研究所でジェノバ・プロジェクトの資料を読み漁った結果、自身が古代種であると誤解する。そして過去に繁栄を失った古代種と比較し、現代に広く分布している現生人類に対し強い憎悪を抱く。
その後、人類の破滅を狙い、まずニブルヘイムを焼き払い、魔晄炉に安置されていた「母」、ジェノバとともに「約束の地」へ向かおうとする。約束の地とは古代種の伝承にある「楽園」であり、セフィロスはこれを信じていた。しかし、ザックスとクラウドに阻まれ、ジェノバの首とともに星のエネルギーである「ライフストリーム」に落下する。
この場面は本編と派生作品で差があり、『FFVII』本編ではジェノバとの対面後にザックスを返り討ちにするが、その後駆けつけたクラウドによりザックスのバスターソードで背後から斬られて重症を負い、その後立ち上がって出口に向かい通路で追ってきたクラウドを正宗で刺すが、逆に刺した自分が投げ飛ばされて切り落としたジェノバの首と共にライフストリームに落とされているが、『BC FFVII』ではセフィロスが自らライフストリームに飛び込み、『CC FFVII』では落下する場所がジェノバが安置されていた部屋となっている。

### 『ファイナルファンタジーVII』
『ファイナルファンタジーVII』時。
セフィロスはその強靭な精神によりライフストリームに還ることも魔晄中毒になることなく逆に膨大な知識を吸収し、自分自身や古代種、ジェノバについての真実、そしてメテオの存在を知り、自身を古代種以上の存在として位置づける。彼の意志はライフストリームに溶けて新たな命や自然の源になる事を拒み、かつてジェノバが降ってきたクレーターである「北の大空洞」で、そこに集まるライフストリームを利用して新たな肉体を再構築し始める。なお、魔晄炉に落下したセフィロスの行方をこの時期の神羅カンパニーは掴めていなかった為、同社は「セフィロスは死亡した」と公に発表している。
星は傷つくと、その傷を修復する為に星のエネルギー（ライフストリーム）を集める。セフィロスは究極の破壊魔法「メテオ」を星に落下させて傷ついた箇所に星の全エネルギーを集約させ、それを取り込むことで「神」に至ろうと計画する。セフィロスは計画を遂行する為に、宝条がジェノバのリユニオン能力の仮説の証明のために作った「セフィロスコピー」（もっとも仕組み上は魔晄を浴びせジェノバ細胞を埋め込んだだけでソルジャーと変わらず、コピーたちはジェノバ細胞に耐えられる精神力を持っていないだけであるが）を彼らの体内のジェノバ細胞を利用して操り、まず神羅カンパニーが所有するジェノバの体を求めて動き出す。
神羅ビルで目撃されて以降各地に現れるセフィロスは「北の大空洞」の本人が操るセフィロスコピー及びジェノバの肉体であり、ジェノバの擬態能力とセフィロスの強力な支配力が彼らをセフィロスの姿へと変えていた。本編で主人公たちが神羅ビルで会うセフィロスは、ここに安置されていたジェノバがセフィロスの姿を象ったものである。なお、この「セフィロス」は神羅の社長プレジデント・神羅を殺害している。
「メテオ」発動に必要な「黒マテリア」がある「古代種の神殿」で、セフィロスはコピーを通して自身の目的を語る。彼は星の力そのものである「ライフストリーム」を吸収し、星と一体化した「神」になるという。そしてクラウドを操り、「黒マテリア」はセフィロス（ジェノバ）の手に渡る。
これに対して古代種の末裔であるエアリス・ゲインズブールが「忘らるる都」で、「メテオ」を抑え込める究極魔法「ホーリー」を、「白マテリア」を使って発動しようとする為、セフィロスは計画の邪魔になるエアリスを殺害する（なお実際に手を下したのはセフィロスに擬態したジェノバである）。
セフィロスコピーは、本体の元に「黒マテリア」を運ぶと同時にリユニオンを果たそうと「北の大空洞」を目指すが、クラウド達に追われ「黒マテリア」を奪回される。そこで、セフィロスはクラウドに5年前の真実を虚偽と共に告げる。これにより、クラウドはリユニオンの為の実験体である事を受け入れ、「黒マテリア」はついに眠りについていたセフィロス本体の手へと渡る。そして「北の大空洞」に集まるライフストリームの力を使い、セフィロスは「メテオ」を発動させる。同時に大空洞周辺にはエネルギーバリアを張り、他者の侵入を拒むようにする。
この時、既に「白マテリア」は、エアリスが命を賭しながらも発動させていたが、セフィロスは「ホーリー」の発動に対しては押さえ込む事に成功している。クラウド達が「ホーリー」を発動させようとする為、「メテオ」の落下を望むセフィロスとの最後の戦いが「北の大空洞」の奥深くで行われることになる。新たに再構築されたセフィロスの力はまさに圧倒的で、クラウドたちが束になっても歯が立たないほどだったがエアリスの想いを無駄にしたくないという覚悟で食い下がり続ける。

#### ボスキャラクターとしてのセフィロス
『FFVII』のボスキャラクターとしてのセフィロスは「リバース・セフィロス」、「セーファ・セフィロス」の二種類の形態に姿を変える。リバース・セフィロスは最上部の人間形態のセフィロスを基に様々なモンスターを掛け合わせたような巨大な姿で、セーファ・セフィロスはセフィロスの人間部分を上半身に残し、右腕はコウモリのような黒い翼になっている。下半身は消失し六枚の白い翼になっている。PTのレベルやセフィロス前のジェノバ戦での戦い方でその後の戦局が変化し、「ジェノバを倒した3人で戦うルート」と「PTを3つに分けて8人で交代しながらセフィロスと戦うルート（PTチェンジは任意）」となる。
セーファ・セフィロスとの戦いの後、セフィロスの精神がライフストリームの中で健在で笑っている事を感知したクラウドの精神は肉体を離れ、ライフストリームの奥深くでセフィロスと一騎討ちを行うが、これは何を行っても必ずクラウドが勝利する「イベント戦」である。通常は強制的にリミットブレイクになり、クラウドの究極リミット技である超究武神覇斬（この時に限り、覚えさせていなくても使用可能。また、この戦闘専用の特別な演出がつく）を選択して倒す。何もしなかった場合はセフィロスの攻撃にクラウドが強制的にカウンターを行い、その一撃でセフィロスを倒す事になる。この時のセフィロスの攻撃はHPに応じた割合ダメージであり、クラウドが戦闘不能になる事は絶対にない。
なお、このイベント戦ではセフィロスは上半身が裸の状態で登場するが、後に発売される『エアガイツ』で、この上半身が裸のセフィロスが2プレイヤーキャラクターとして登場する。『ディシディア ファイナルファンタジー』でもアナザーフォームとして登場する。
セフィロスが喋るのは過去の回想時のみとなっている。ラストバトルにおいても一切台詞を発しない。

### 『ファイナルファンタジーVII アドベントチルドレン』
『ファイナルファンタジーVII アドベントチルドレン』時。
自らの思念体であるカダージュ達の所業により復活する。セフィロスは、『FFVII』において見られる「私は全て、全ては私となる（つまり神になる）」や「星と一体となる」という言動とは一変、「母であるジェノバがそうしたように、自らもこの星を宇宙船として、新しい星に行く」という星を掌握後の意志を語る。クラウドは自らの愛する者を壊す行為を取るセフィロスに対して怒り反発して対峙することとなり、セフィロスはその手により打ち倒される。その後、セフィロスは、「私は思い出にはならないさ（ライフストリームには還らない）」と言い残し、消滅する。『FFVII』本編とは異なり普通にしゃべるため、クラウドとのやり取りなどが描写されている。

## エアイガイツでの活躍
ゲストキャラクターの1人として参戦。ゲーム的には初のプレイアブル化となる。格闘ゲームのため平時は徒手空拳で戦うという珍しいスタイルが見られる。ボタン入力で政宗を構えた状態になる。
ゲストキャラクターの中では唯一ストーリーモードクリア後にムービーが流れる。内容はFF7のストーリーをPV形式にしたもの。

## キングダム ハーツ シリーズでの活躍
キングダム ハーツ シリーズは、『FFVII』シリーズとはパラレルワールドである為、セフィロスの設定は『FFVII』とは異なる。クラウドの心の闇が具現化した存在とされ、クラウドもセフィロス自身もそう発言しているが、ゲームプレイ中に見ることができるキャラクター紹介欄「ジミニーメモ」のセフィロスの項目では、「かつて英雄と呼ばれた最強の剣士」「長い間行方不明だった」といった『FFVII』の設定と似た記述があり、作品中で明言されていない事もあって真相は定かではない。
『キングダム ハーツ ファイナル ミックス』では、クラウドのキャラクターデザインがFFVIIシリーズのものとは変わっており、クラウドのアンチテーゼとして背中の片側に黒い翼が生えたデザインがなされている。コートの淵には赤いラインが追加され、腕部には悪魔の翼のようなヒレが追加されている。また、『FFVII』の時より遥かに「正宗」の刀身が長い。『キングダム ハーツII』では右肩の黒い翼の他に、腰部からも一対の翼が生えている。
ストーリー上戦う必要のない隠し要素として主人公・ソラと一騎討ちを行う。その強さは圧倒的であるが、それでも手加減していると野村は語っている。なお、本来はオリジナル版『KH』にも登場する予定で、デザインが起こされポリゴンモデルも作られていたのだが時間の問題でカットされてしまった。北米版では登場したため、国内では北米版を基にした『KHFM』からの登場となった。

### 『キングダム ハーツ ファイナル ミックス』
『キングダム ハーツ ファイナル ミックス』時。
オリンポスコロシアムの闘技場に現れ、ソラと戦う。彼との戦闘後、闘技場を出るとクラウドとの対決イベントが見られる。
また、彼に勝利すると強力なアビリティ「ザンテツケン」を入手できる。

### 『キングダム ハーツII』
『キングダム ハーツII』時。
クラウドは引き続き彼を探しており、『KHFM』とは違いストーリー中にも姿を見せる。条件を満たすとソラと一騎討ちで対戦ができるようになるが、戦闘自体はあくまで隠し要素。倒した後、クラウドとの宿命の対決に挑み、クラウドと共に別の世界へと姿を消す。
こちらでも彼に勝利すると報酬があり、キーブレード「フェンリル」を入手できる。また、ドライヴゲージも1上昇する。

## ディシディア ファイナルファンタジーでの活躍
『ディシディア ファイナルファンタジー』では、過去の記憶を無くしており、また自身が輪廻に囚われていることを確認するために1度自殺した経験があるという。戦いの意味を模索するクラウドの前に現れクラウドは意思を持たない操り人形にすぎないと貶める。また、平和を求めるウォーリア・オブ・ライトに対しても、戦いこそが真の目的だと指摘し混乱に陥れようとする。
服装はFFVIIシリーズのデザインを踏襲しつつも、右肩のパットから黒い翼をたたんだようなものが出ているほか、腕輪やベルトにアクセサリーを装飾したデザインになっている。また、KHシリーズと同様『FFVII』の時より遥かに「正宗」の刀身が長い。アナザーフォームは原作のクラウドと一騎討ちの時の上半身裸の姿となっている。EXモードではKHシリーズや『CC FFVII』と同様に右肩に黒い片翼が生える（右肩パッドの翼のようなものはそのまま）。
また、オープニングムービーでは『FFVIII』の主人公であるスコールとの戦いが描かれている。

## 技の一覧
プレイヤーキャラクターとの対戦時に使用される攻撃について挙げる。

### 平常時に使用する技
人間の姿であるときに使用する技を挙げる。
居合い切り
正宗の長いリーチを活かした前方攻撃。または前方広範囲に斬撃をとばす。
『CC FFVII』で使用する。また、『エアガイツ』でも「閃光」等に代表される居合い切り攻撃を持っている。ただし、『エアガイツ』では鞘を所有しておらず、抜き身で腰に差した正宗を用いる。
八刀一閃
クラウドの超究武神覇斬に似た刀による8連続攻撃。ザックスに伝授する技でもあるため、ザックスも使用できる。対戦時にセフィロスが使用する場合、最後の一太刀以外は全てザックスに弾かれる。
『CC FFVII』、『ディシディア』で使用する。
獄門
地面に向かって正宗を突き刺す。なお、この技は『FFVII』でエアリスを殺害した時の攻撃に似ている。
『エアガイツ』、『ディシディア』で使用する。
天照
斜め下から上方に向かって斬りつける。
『ディシディア ユニバーサルチューニング』で使用する。
ブラックマテリア
クラウドのメテオレイン、ザックスのメテオシャワーに該当する攻撃。隕石を敵に向けて落とす。
『エアガイツ』、『ディシディア』で使用する。『ディシディア』では溜めることができ、溜める時間によって飛距離と軌道が変わる。
縮地、神速
複数の剣圧を飛ばして攻撃する中距離攻撃。追加入力で瞬間移動しての切り付けを行う。縮地は追加入力を行うと相手を前方に吹き飛ばす地上専用技・神速は追加入力で相手を下方に叩き落す空中専用技。
『ディシディア』で使用する。
虚空
高速ですり抜けて後に大量の斬撃を加える。『ディシディア』で使用する。
閃光
相手の攻撃をガードした後に反撃するカウンター技。ガードしなくても攻撃に移行する。
『ディシディア』で使用する。
召喚
4つのマテリアを召喚する。『CC FFVII』で使用する。
一閃
八刀一閃や虚空に似た技。身構えてから突進して斬りつけ、一瞬で相手の背後まで移動し、その後13回もの斬撃が浴びせられる。「ガード」を使えば阻止可能だが、失敗すると全ての攻撃を受けて大ダメージとなる。
『KH2』で使用する。
心ない天使
プレイヤーキャラクターのHPを1にする。『FFVI』のケフカと同じ技である。
『FFVII』、『CC FFVII』で使用する。『ディシディア』では相手のブレイブを1にする技。KHシリーズではHPを1、MPを0にする。
ファイガウォール
セフィロスが自分の周りに四方に広がる火柱を立たせる。
KHシリーズで使用する。『KHFM』では火柱は3本だけだが、『KHII』では計15本の火柱が次々と出現するようになった。
シャドウフレア
プレイヤーキャラクターの周りに青い球体の炎を幾つも出現させる技。『FFVII』では、てきのわざとしてプレイヤーキャラクターが使用できる。
『FFVII』、『ディシディア』、KHシリーズで使用する。
メテオ
空中に浮かび、無数の隕石を次々と降下させる技。
『KHII』で使用する。
スーパーノヴァ
インターナショナル版での演出は、銀河系の彼方からエネルギー体を呼び寄せ、冥王星、土星付近の小惑星群、木星を次々に粉砕させて、それが太陽に飛び込み、太陽を爆発的に膨張させて水星、金星を飲み込んで「星」に迫りキャラクター全体を飲み込んで炸裂する。『KHFM』においては自身の周囲にいくつもの隕石を漂わせ、それらを一斉に爆発させる攻撃となっている。
『FFVII』、『KHFM』で使用する。『ディシディア』ではEXバーストで発動、古代文字を展開した後に両手で刀を振り下ろし、超高熱かつ巨大なエネルギー弾をぶつけ、更に相手後方の恒星にエネルギー弾をぶつけて爆発的に膨張させ、相手キャラクターを飲み込む。ただしコマンド入力に失敗すると刀を振り下ろすのみで技が終わる。

### リバース・セフィロスが使用する技
オーロラフェンス
全てのステータス変化を無効化する技。
リバースエナジー
HPを大幅に回復する技
スティグマ
毒効果のある全体攻撃。

### セーファ・セフィロスが使用する技
フレア
単体に大ダメージを与える。
ペイルホース
単体のHPを1/8にし、「かなしい」状態にする。
ブレイク
単体に大ダメージを与え、「石化」状態にする。
デイン
全体に大ダメージを与える。

## 「片翼の天使」について
セフィロスの抽象的な呼び名に「片翼の天使（One-Winged Angel）」がある。これはラストバトルでセーファ・セフィロスが登場するときのBGMの題名が由来になっている。作曲は植松伸夫が担当した。このBGMの何度も「セフィロス」の名が登場する印象的なコーラスの歌詞は「カルミナ・ブラーナ」から引用されたもので、言語はラテン語である。他のセフィロスが登場する作品でもこの曲のアレンジ版が使用されている。
ラストバトルに使用されることもあり、本曲に付いての情報は公表されていなかった。しかし植松は、当時黎明期であったネット上では発売翌日（つまりは1997年2月1日）の時点で、カルミナ・ブラーナの引用と付き止められていたことを、『FFVIII』の発売直前に出版されたVジャンプ増刊上でのインタビューで答えている。植松はすぐには付き止められないだろうと思っていたようで、驚きをもって受け止めていたことも同じインタビューで述べていた。
『FFVII AC』では歌詞が変わり、曲調の大部分にハードロックアレンジが加わった「再臨：片翼の天使（Advent:One-Winged Angel）」という曲がBGMで使われている。
国内外のゲームミュージックを扱ったコンサートイベントでは必ずと言っていいほど演奏される曲であり、90年代の植松伸夫を代表する曲の一つである。
チョコボの不思議なダンジョンの第3ダンジョン500Fでこの曲が流れるという構想があったがボツネタとなった。サウンドを担当した中村栄治は、この曲を「セフィロス音頭」と呼称している。
『KHFM』ではセフィロスに勝利すると「片翼の天使」というキーブレードを入手できる。『COM』でもこのキーブレードがカードとして登場する。
プロレスラーのケニー・オメガのフィニッシュ・ホールドでもある「片翼の天使」はこれに由来している。

## 等身大フィギュア
2005年11月、新宿初台にあるスクウェア・エニックス直営のグッズ販売店「スクウェア・エニックス ショウケース」のWebサイトに、「セフィロス降臨 11.12.Sat」と書き添えられ、ガラスケースに収められたセフィロスの大型ジオラマと思われる画像がアップロードされた。
これは『FFVII』と縁深い造形作家竹谷隆之の監修により製作された等身大フィギュアである。『FFVII』で、北の大空洞内部でマテリアの結晶に封じ込められたセフィロスの姿を「竹谷流」にアレンジした構図で製作された。その為、『FFVII』のセフィロスには無かった黒い翼や、金紅石（ルチル）に似た鋭い鉱物の結晶のようなもの、禍々しい文様の浮き出た黒マテリアなどが配置されている。
インターネット以外のメディアでは、2005年12月発売の模型雑誌『月刊ホビージャパン』にこのフィギュアの記事が掲載されている。

## 類似するキャラクターとモデル
『ファイナルファンタジータクティクス』に外見が酷似した（武器もセフィロスと同じく正宗）メスドラーマ・エルムドア（エルムドア侯爵）が登場するが、関係は説明されていない。なお、同作にはクラウドがゲスト出演しているが、PS版では物語の進行上クラウドとエルムドアが出会う事はなかった。PSP版『獅子戦争』ではクラウドを仲間に出来るタイミングが早くなった為、エルムドアとの戦闘でクラウドを出す事も出来るのだが、彼を出撃させた事による専用のイベントは発生しない。それ以外にも、『FFT』のゲーム中で見る事が出来るサウンドノベルのうちの1つ「ナナイ人生白書」にて「レッドセフィロス」というチョコボが登場する。
また、『FFVII』発売後の雑誌インタビューの中で、クラウドとセフィロスは日本の剣豪宮本武蔵、佐々木小次郎のライバル関係をモデルにデザインされたと語られている。
大乱闘スマッシュブラザーズSPECIALにも登場。

## 登場作品
- ファイナルファンタジーVII
- ファイナルファンタジーVII リメイク
- ファイナルファンタジーVII リバース
- ファイナルファンタジーVII アドベントチルドレン
- ビフォア クライシス ファイナルファンタジーVII
- クライシス コア ファイナルファンタジーVII
- ラストオーダー ファイナルファンタジーVII
- キングダム ハーツ ファイナル ミックス
- キングダム ハーツII
- エアガイツ（PS版のみ）
- ドラゴンクエスト&ファイナルファンタジー in いただきストリートSpecial
- ドラゴンクエスト&ファイナルファンタジー in いただきストリートポータブル
- ディシディア ファイナルファンタジー
- ディシディア デュオデシム ファイナルファンタジー
- シアトリズム ファイナルファンタジー
- ファイナルファンタジー ブレイブエクスヴィアス
- モンスターストライク
- パズル&ドラゴンズ
- ファイナルファンタジー レコードキーパー
- 大乱闘スマッシュブラザーズ SPECIAL
- 妖怪ウォッチ ぷにぷに